# Примка
„Примка“ (на английски: Deadfall) е драма от 1993 г. с участието на Майкъл Бийн, Сара Тригър, Никълъс Кейдж, Джеймс Кобърн, Питър Фонда, Чарли Шийн и Талия Шайър.
1. 1 2 3 4 5 6 7  www.imdb.com //   Посетен на 1 юли 2016 г.
2. 1 2 3 4 5 6 7  www.filmaffinity.com //   Посетен на 1 юли 2016 г.